# Refúgio de vida silvestre

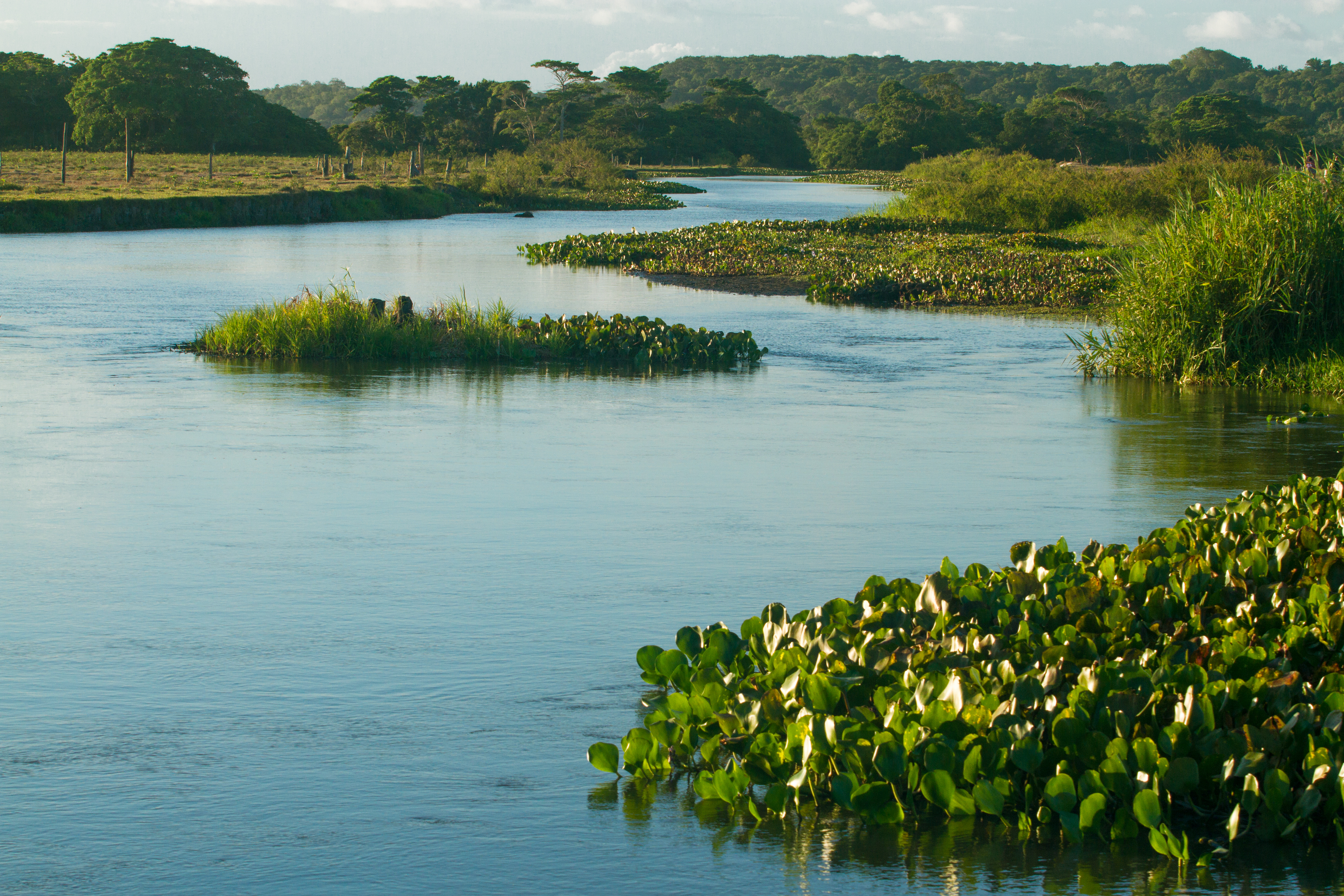
Refúgio de Vida Silvestre do Rio dos Frades, no estado da Bahia.

Um refúgio de vida silvestre, também referido pelo acrônimo REVIS, é um tipo de área protegida brasileira previsto na legislação que estabelece o Sistema Nacional de Unidades de Conservação (SNUC). A classificação equivalente à REVIS no Sistema IUCN de Categorias de Gestão de Áreas Protegidas é a categoria III - Monumento Natural.
Segundo a lei n. 9.985 de 18 de julho de 2000, dita lei do SNUC, esta categoria de unidade de conservação faz parte do grupo das Unidades de Proteção Integral, no qual somente são permitidos usos indiretos dos recursos naturais locais. Seu objetivo é proteger espaços naturais utilizados para a "existência ou reprodução de espécies ou comunidades da flora local e da fauna residente ou migratória".
Assim como as demais áreas protegidas do SNUC, os REVIS são criados por um ato do poder público a partir de estudos ambientais e consultas públicas prévios.

## Origens
Ao menos dois estudos apontam que o modelo de Refúgio de Vida Silvestre foi inspirado no modelo americano de National Wildlife Refuges, cuja finalidade é conservar os recursos de vida selvagem, em geral, e de espécies ameaçadas, em específico, e possibilitar a recreação e a educação ambiental. Paralelamente, é comum a percepção de similaridade entre os REVIS e as Áreas de relevante interesse ecológico (ARIE) também presentes na legislação brasileira.

## Características
Este tipo de área protegida pode ser constituído por terrenos e propriedades particulares, desde que seja possível compatibilizar os objetivos de conservação com a utilização da terra e dos recursos naturais locais pelos seus proprietários. Trata-se de uma peculiaridade desta categoria de área protegida brasileira, compartilhada apenas com a categoria dos Monumentos Naturais. Não sendo possível a compatibilização, os terrenos e propriedades devem ser desapropriados.
A visitação pública e a realização de pesquisas científicas são possíveis, mas a lei delega aos gestores da área protegida e ao Plano de Manejo da unidade a possibilidade de criar normas e restrições vedando ou restringindo essas atividades.
Como a maior parte das áreas protegidas do SNUC, um REVIS pode ser criado por um ato do poder público federal, estadual, municipal ou distrital. Os Refúgio de vida silvestre federais são administrados pelo Instituo Chico Mendes de Conservação da Biodiversidade (ICMBio), ao passo que REVIS dos estados, municípios e do Distrito Federal são geridos por seus organismos correspondentes.

## Exemplos notáveis
- Refúgio de Vida Silvestre da Ilha dos Lobos;
- Refúgio de Vida Silvestre do Rio dos Frades;
- Refúgio de Vida Silvestre dos Campos de Palmas,
- Refúgio de Vida Silvestre São Pedro, em Porto Alegre, Rio Grande do Sul
- Refúgio de Vida Silvestre Metrópole da Amazônia.